# Белянин, Николай Михайлович
Николай Михайлович Белянин — советский хозяйственный и политический деятель.

## Биография
Родился в 1913 году в деревне Савино. Член КПСС.
Окончил Ленинградский институт связи.
Участник Великой Отечественной войны: начальник отделения 1-го отдела Управления связи 2-го Украинского фронта
В 1945—1948 гг. — работник связи в Ленинграде и Риге.
В 1948—1955 гг. — председатель Комитета по связи при Совете Министров Литовской ССР.
В 1955—1968 гг. — министр связи Литовской ССР.
Избирался депутатом Верховного Совета Литовской ССР 3-7-го созывов.
Умер в 1968 году в Вильнюсе.

## Награды
- Орден Ленина (01.10.1965)
- Орден Отечественной войны II степени (16.05.1944)
- Орден Трудового Красного Знамени (20.07.1950)
- Орден Красной Звезды (06.11.1942)